# What Was I Made For?
"What Was I Made For?" é um single da cantora estadunidense Billie Eilish, gravada para Barbie: The Album, trilha sonora
do filme Barbie (2023). A canção foi lançada pelas gravadoras Atlantic Records, Darkroom e Interscope Records em 13 de julho de 2023.

## Produção
Para a música, Eilish mais uma vez se juntou a seu irmão e colaborador de longa data, Finneas O'Connell. O processo de composição começou com a diretora Greta Gerwig mostrando a Eilish e O'Connell uma versão preliminar do filme na Warner Bros. Studios. Em entrevista à Billboard, Eilish afirmou que o single foi a primeira música que ela e O'Connell escreveram após um longo bloqueio criativo.

## Recepção da crítica
Escrevendo para Stereogum, Tom Breihan notou metáforas nas letras que fazem um paralelo com o enredo de Barbie e comparou a música com "Happier Than Ever", mas lamentou que "parece que está chegando a um final grandioso e catártico, mas esse final nunca chega". Jon Mendelsohn, do American Songwriter chamou o refrão de "melancólico, mas esperançoso". Walden Green, do The Fader, viu a canção como um "comentário astuto sobre estrelas pop 'criadas' para o lucro de gravadoras".

## Videoclipe
O videoclipe de "What Was I Made For?" foi lançado junto com o single em 13 de julho de 2023. No videoclipe, dirigido pela própria Eilish, ela retrata uma jovem com uma roupa inspirada na Barbie que se senta em uma mesa solitária e começa a brincar com um punhado de roupas do tamanho de bonecas (que são réplicas dos trajes mais famosos usados por Eilish). Chuvas e ventos derrubam repetidamente as roupas até que a mulher finalmente junta as peças e sai da sala.

## Prêmios e indicações
| Prêmio                | Ano  | Categoria                      | Resultado | Ref.   |
| --------------------- | ---- | ------------------------------ | --------- | ------ |
| Grammy Awards         | 2024 | Canção do Ano                  | Venceu    | [ 8 ]  |
| Grammy Awards         | 2024 | Gravação do Ano                | Indicado  | [ 8 ]  |
| Grammy Awards         | 2024 | Melhor Canção em Mídia Visual  | Venceu    | [ 8 ]  |
| Grammy Awards         | 2024 | Melhor Performance Solo de Pop | Indicado  | [ 8 ]  |
| Grammy Awards         | 2024 | Melhor Vídeo Musical           | Indicado  | [ 8 ]  |
| Prêmios Globo de Ouro | 2024 | Melhor Canção Original         | Venceu    | [ 9 ]  |
| Oscar                 | 2024 | Melhor Canção Original         | Venceu    | [ 10 ] |

## Histórico de lançamento
| Região         | Data                | Formato(s)                 | Gravadora(s)        | Ref.   |
| -------------- | ------------------- | -------------------------- | ------------------- | ------ |
| Vários         | 13 de julho de 2023 | Download digital streaming | Darkroom Interscope | [ 11 ] |
| Itália         | 17 de julho de 2023 | Radio airplay              | Universal           | [ 12 ] |
| Estados Unidos | 1 de agosto de 2023 | Contemporary hit radio     | Darkroom Interscope | [ 13 ] |